# District de Bastia
Le district de Bastia est une ancienne division territoriale française du département de la Corse puis du Golo de 1790 à 1795.
Il était composé des cantons de Bastia, Ampugnani, Bastia-Rural, Bivinco, Campoloro, Canale, Capobianco, Casacconi, Casinca, Costera, Mariana, Moriani, Rostino, Sagro, San Fiorenzo, San Gavino, Santa Giulia, Seneca, Tavagna et Tuda.

## Galerie

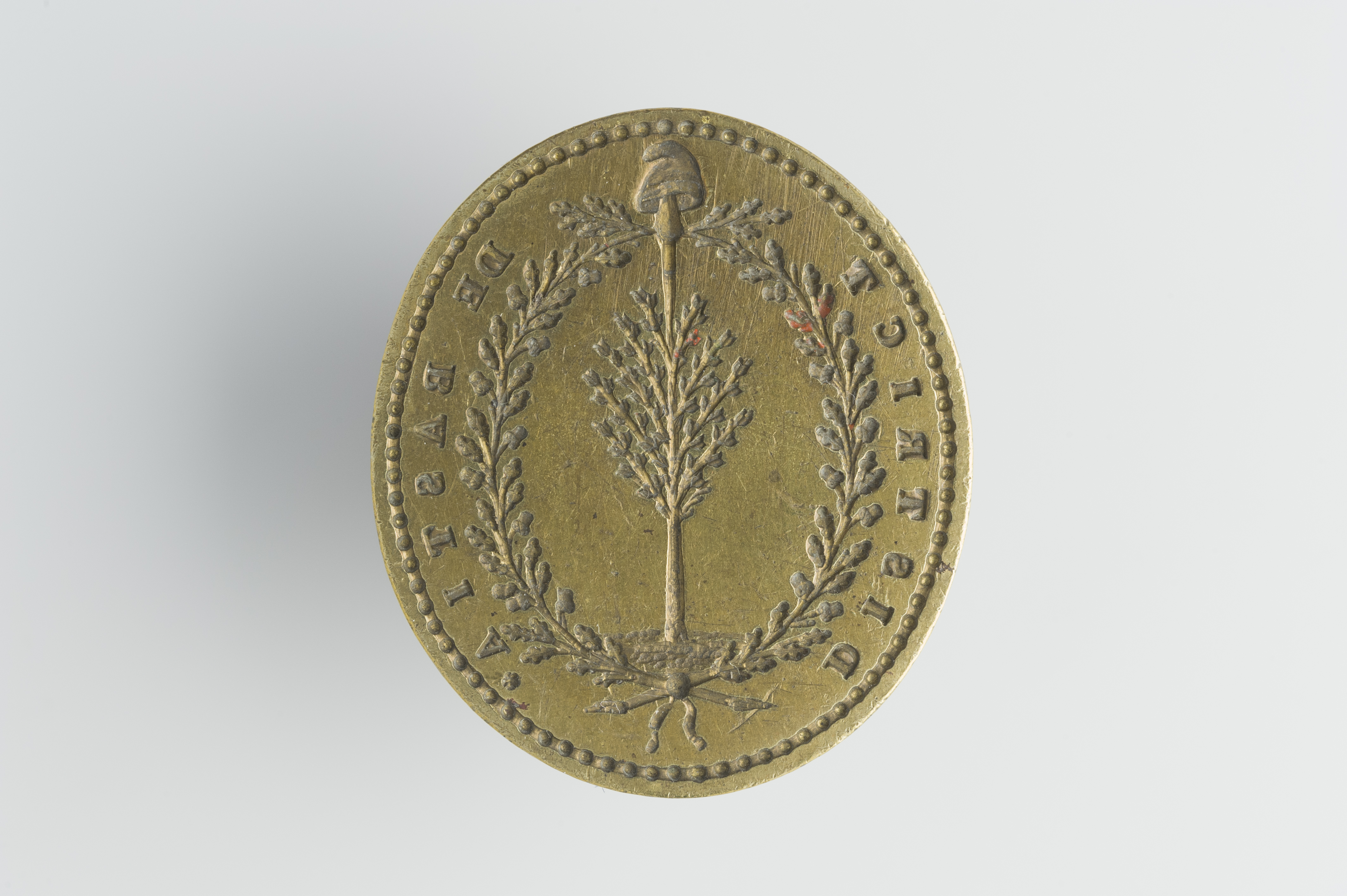
Sceau (musée Carnavalet) du district de Bastia